# Paus Innocentius IV
Innocentius IV, geboren als Sinibaldo dei Fieschi (Genua, ca. 1195 - Napels, 7 december 1254) was hoofd van de Romeins Katholieke kerk, paus genoemd, van 25 juni 1243 tot 7 december 1254.

## Tot paus verkozen
Hij werd geboren te Genua als Sinibaldo dei Fieschi, graaf van Lavagna. Hij werd professor in het canoniek recht te Bologna waar hij behalve kerkelijk recht ook Romeins recht had gestudeerd. Hij werd in 1226 rechter bij de Romeinse Curie. In 1227 werd hij binnen de bestuurlijke organisatie van de katholieke kerk tot kardinaal gewijd. Hij was kardinaal-priester van de San Lorenzo in Lucina. Hij werd 25 juni 1243 unaniem tot paus Innocentius IV verkozen.

## Strijd tegen de keizer
Hij werd gerekend tot de 'vredespartij', die tot vrede met de keizer van het Heilige Roomse Rijk wilde komen, maar 28 juni herhaalde hij de 'banvloek', die over Frederik II van Hohenstaufen was uitgesproken door paus Gregorius IX. Ook Innocentius IV was niet op vrede uit, maar de 'absolute alleenheerschappij van de Kerk'.

### Viterbo
Op 9 september was er een opstand in Viterbo, aangewakkerd door kardinaal Reinier van Viterbo. Het keizerlijke garnizoen onder Simon van Chieti trok zich terug in de donjon van de burcht San Lorenzo in Viterbo. De keizer belegerde de stad, maar begon daarna onderhandelingen. Hij zou Viterbo aan de paus overgeven als het garnizoen een vrije aftocht kreeg. Kardinaal Reinier van Viterbo schond die belofte en de stedelingen vergrepen zich aan het garnizoen. Viterbo werd een geldboete opgelegd, maar dezelfde kardinaal werd opgedragen die boete te innen en Viterbo weigerde te betalen. Het was voor Frederik duidelijk dat de paus niet te vertrouwen was.

### Vlucht naar Lyon
Er bleef onderhandeld worden tussen het keizerlijke hof en de curie en toen de onderhandelingen slaagden werd op Witte Donderdag, 31 maart 1244, de banvloek opgeheven. Frederik was volgens de paus weer 'een verheven zoon van de Kerk' en 'een gelovige vorst'. Een paar dagen later krabbelde de paus echter terug en eiste meer voorwaarden waar aan voldaan moest worden. De keizer was bereid ook die in te willigen en er werd een ontmoeting gepland in Narni. Maar die afspraak ging niet door want Innocentius vluchtte in het holst van de nacht en verkleed als soldaat vanuit Sutri naar Civitavecchia, de havenstad van Rome. De vlucht was wekenlang in het diepste geheim voorbereid. Innocentius bereikte Genua op 7 juli. Hij leed aan dysenterie en moest drie maanden in het klooster van St. Andreas in Genua blijven. Daarna werd hij met een draagstoel naar Lyon gebracht, dat buiten Frederiks rijk lag. 
Op 13 april 1245, Witte Donderdag, breidde de paus de banvloek uit tot de zonen van keizer Frederik: Enzio en Manfred.

### Moordaanslag en kruistocht
Op 28 juni werd het concilie van Lyon geopend, 5 juli werd de tweede 'plenaire zitting' geheel aan de beschuldiging tegen de keizer gewijd. 
Tijdens het Eerste concilie van Lyon (1245) excommuniceerde hij, tijdens de slotzitting op 17 juli, de Duitse keizer Frederik II. Er volgde een heftige polemiek tussen paus en keizer. Innocentius riep op tot een kruistocht tegen de keizer en zijn zonen en zond bedelmonniken en agitatoren uit om de boodschap te verspreiden: 'Wee hem die het monster uit de Apocalyps nog dienstbaarheid verleent.' Franciscanen en dominicanen werden in Duitsland ingezet als propagandisten om haat te zaaien en geruchten over de keizer te verspreiden.

### Militaire expeditie: "Zevende Kruistocht"
De kruistocht tegen de keizer kreeg prioriteit boven de kruistocht die door de Franse koning Lodewijk IX werd georganiseerd voor het Heilige Land. Er werden aflaten verkocht. Wie een preek tegen de keizer aanhoorde hoefde veertig tot vijftig dagen minder lang in het vagevuur door te brengen en wie deelnam aan deze kruistocht tegen de keizer kreeg dubbele 'kruistochtaflaten'.
Paus Innocentius was persoonlijk betrokken bij het plan de keizer en zijn familieleden op Paaszondag te vermoorden. Dat is nooit betwist. Het brein achter de moordaanslag was zijn zwager, Bernardo Rossi, die overgelopen was naar het pauselijke kamp. Tegelijk met de moord zou volgens het plan een opstand uitbreken, waarbij kardinaal Reinier van Viterbo met een 'pauselijk leger' Rijks-Italië (Noord-Italië) zou binnenvallen. Net op tijd werd de keizer ingelicht door zijn aanstaande schoonzoon, graaf Richard van Caserta, die hem ook een lijst met tweehonderd samenzweerders toespeelde. Frederik nam verschrikkelijk wraak en smoorde de opstand in de kiem.
Hij zette zich in voor de missie en probeerde diplomatieke relaties aan te gaan met de Mongolen.

### Tegenkoning
In Duitsland werd 'papenkoning' Hendrik Raspe tot 'tegen-koning' van Frederiks zoon, koning Koenraad IV gekozen. Hendrik Raspe wist in een veldslag bij Frankfurt Koenraad te verslaan: de paus had twee Zwabische legerofficieren van Koenraad omgekocht. Vier weken na het plotselinge overlijden van Hendrik Raspe op 16 februari 1247 werd de Hollandse graaf Willem II met steun van Innocentius tot tegenkoning gekozen. Hij kreeg pas meer steun van de rijksvorsten in 1254, toen zowel keizer Frederik (1250) als Koenraad overleden waren.
In februari 1249 werd de keizer verraden door zijn grootkanselier Petrus van Vinea, die, volgens kroniekschrijver Salimbene geheime ontmoetingen had gehad met de paus, toen er onderhandeld werd in Lyon. In maart poogde de lijfarts van keizer Frederik én Petrus Vinea, de keizer te vergiftigen. De tweede moordaanslag mislukte en na marteling bekende de arts er toe aangezet te zijn door kardinaal Gregorius van Montelongo. Eind november 1250 werd de keizer tijdens een jacht ziek en kreeg last van dysenterie en maagkrampen en stierf 13 december in Castelfiorentino. De paus was van zijn grootste tegenstander verlost. Binnen twintig jaar was de hele Hohenstaufen dynastie verdwenen. Enzio zat z'n hele leven vast in Bologna. Manfred werd verslagen door Karel I van Napels en zijn drie zonen, verminkt, tientallen jaren vastgezet in Frederiks Castel del Monte. Koenraad IV stierf aan malaria en zijn zoon Konradijn werd gevangen genomen tijdens een veldslag, verkocht en op 16-jarige leeftijd in Napels door Karel I van Napels onthoofd. Het was nooit eerder voorgevallen dat een gevangengenomen koning een dergelijk lot werd toebedeeld.

## Strijd tegen dekatharen
Het laatste centrum van het katharisme in Zuid-Frankrijk, de Pyrenese vesting Montségur, viel 16 maart 1244. 
In Italië werden de katharen beschermd door de ghibellijnse (keizergezinde) adel. De ghibellijnen verzwakten door het overlijden van keizer Frederik II in 1250. De katharen werden daardoor een kwetsbaar doelwit van de Inquisitie. 
Toen de inquisiteur Pietro da Verona in 1252 werd vermoord door kathaarse huurmoordenaars, maakte Innocentius IV handig gebruik van deze gebeurtenis: hij verklaarde Pietro heilig, als St. Petrus Martyr en hij gaf in 1252 met zijn bul Ad extirpanda toestemming om ketters door middel van foltering tot een bekentenis te dwingen. 
Tussen alle werkzaamheden door schreef hij ook een commentaar op de Liber Extra, de decretalenverzameling van Gregorius IX, en hij gaf drie nieuwe decretalenverzamelingen uit. 
Hij stierf te Napels in 1254.